# Кастел ди Сангро
Кастѐл ди Са̀нгро (на италиански: Castel di Sangro, на местен диалект Castiellë, Кащиелъ) е градче и община в Южна Италия, провинция Акуила, регион Абруцо. Разположено е на 793 m надморска височина. Населението на общината е 6461 души (към 2013 г.).